# Apfelstrudel

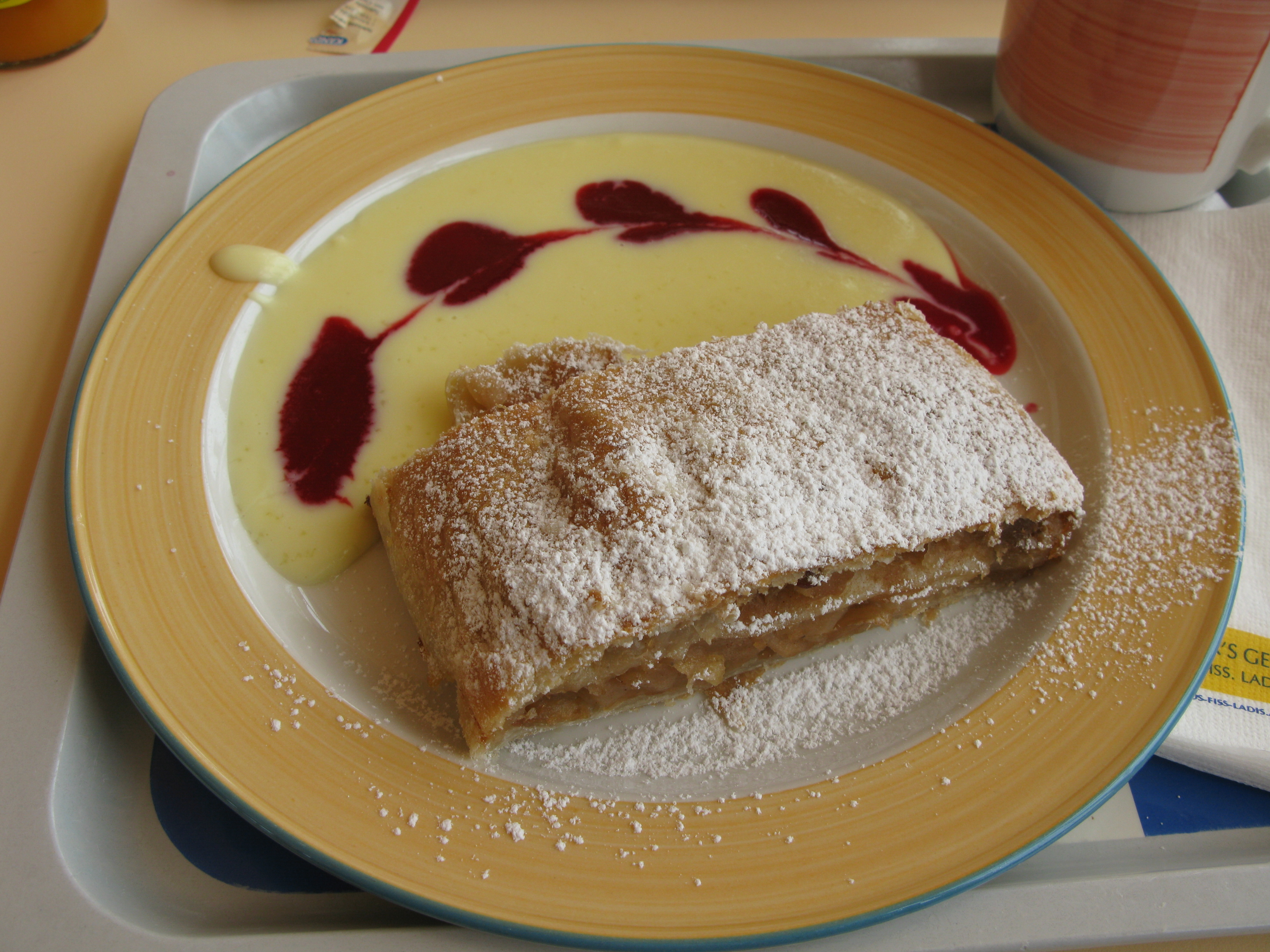
Apfelstrudel espolvoreado con azúcar glas y acompañado con salsa de vainilla

El apfelstrudel o strudel de manzana es un postre típico tradicional de la cocina austriaca y del sur de Alemania, cuyos orígenes podrían remontarse a antiguas recetas de las cocinas bizantina, armenia o turca.

## Historia
El strudel de manzana servía en la antigüedad como un alimento para la gente pobre. Las raíces de este pastel se sitúan en el árabe y armenio baklava. Su receta pudo haber provenido de los soldados jenízaros del Imperio otomano que, tras la conquista de Bizancio en el año 1453 sobre los Balcanes, se dirigieron hacia Viena. La cocina vienesa desarrolló este plato y lo refinó hasta llegar a ser lo que conocemos hoy en día. El éxito de este postre hizo que posteriormente su receta se popularizara en todos los países del antiguo Imperio austrohúngaro.

## Ingredientes
El apfelstrudel consiste en un rollo muy fino de masa, a veces también de hojaldre, relleno de compota de manzana, azúcar, canela, pasas y pan rallado que una vez preparado se cocina en el horno. El ron se emplea algunas veces como saborizante. Otros ingredientes incluyen piñones, nueces, o almendras ralladas. El arte de su elaboración consiste en hacer la pasta lo más delgada y elástica posible. Los maestros pasteleros austriacos y alemanes afirman que para que ésta esté en su punto justo, debería poder leerse un periódico a través de ella.
Para cocinar el apfelstrudel, se llega a elegir las manzanas para que tengan un buen aroma, una textura agradable en forma de compota y al paladar un toque ligeramente ácido.

## Forma de servir
El apfelstrudel se suele servir recién hecho y todavía caliente, generalmente con algo de azúcar glas espolvoreado sobre él. Usualmente se acompaña con una salsa caliente dulce de crema aromatizada con vainilla; dicha salsa se sirve en recipientes de porcelana o se vierte directamente al lado del strudel y es habitual que en las cafeterías y restaurantes austríacos y alemanes se acompañe de helado de vainilla o nata montada.